# Cornelia Calegari
Cornelia Calegari eller Maria Cattarina Calegari, född 1644, död 1662, var en italiensk sångerska, kompositör och nunna.
Hennes karriär började under klostermusikens och kompositionens guldålder; hon blev en av de mest berömda och uppskattade musikerna inom detta område. Hennes skicklighet gav henne titeln Gudomlig Euterpe, efter namnet på musikens musa.
Calegari skrev komplexa musikaliska kompositioner, mässor för sex röster med instrumental ackompanjemang, madrigaler, kanzonetter, vesper och annan sakral musik. Hon är känd för sin förmåga att förmedla stora känslor med sitt verk, i en tid då mycket musik inte utformades för detta ändamål. År 1663 tystade biskop Alfonso Litta effektivt den nya "musikeran" genom att ge order om att inte organisera musikaliska framträdanden under de kommande tre åren; och skyllde sådan musik för de moraliska skandaler som drabbade hela regionen.